# Widensolen
Widensolen (elsässisch Widsole, IPA: [ˈʋiːtsoːlə]; bis 1999 amtlich Widensohlen) ist eine französische Gemeinde mit 1208 Einwohnern (Stand 1. Januar 2022) im Département Haut-Rhin in der Region Grand Est (bis 2015 Elsass). Das im Arrondissement Colmar-Ribeauvillé gelegene Dorf ist Mitglied des Gemeindeverbandes Communauté de communes Alsace Rhin Brisach. Die Bewohner werden Widensoliens und Widensoliennes genannt.

## Geographie
Der Ort liegt sechs Kilometer nordwestlich von Neuf-Brisach und acht Kilometer östlich Colmars in der Rheinebene am Ende des von Neuf-Brisach kommenden Canal de Widensolen, der als Ableitung des Canal Vauban dient. Die Straße zum zwei Kilometer nördlich gelegenen Urschenheim verläuft auf einer alten Römerstraße.

## Geschichte
Die bedeutendsten Entdeckungen aus vorgeschichtlicher Zeit auf der Widensoler Gemarkung waren 1909 kupferne Rippenbarren aus der Bronzezeit (1800–1500 v. Chr.) in einem Dorfgarten, die einzigartig für das gesamte Elsass sind.
Aus der Eisenzeit (750–620 v. Chr.) sind Grabhügel (Tumuli) bekannt, in denen Töpferware und eine Urne gefunden wurden. Zahlreiche Funde belegen die Besiedelung in der römischen Zeit.
Das Dorf wird erstmals in einer Urkunde von 768 im Zuge einer Schenkung eines Wido genannt und 940 als Widosolica erwähnt. Der Name nimmt wohl auf jenen Wido Bezug.
Im Hochmittelalter war das Dorf Teil der Herrschaft von Horburg, bevor es von 1324 bis 1789 unter die Herrschaft Württembergs kam. Mit der Einführung der Reformation 1535 in Württemberg wurde daher auch Widensolen protestantisch. 1687 wechselte die Oberhoheit vom Deutschen Reich an das katholische Frankreich, weswegen der Katholizismus am Ort wieder erlaubt werden musste, trotz bis 1789 weiterhin gleichzeitiger Zugehörigkeit zum protestantischen Württemberg. 1871 fiel der Ort wie das gesamte Elsass wieder an Deutschland. 1875 wurde der Gemeindename auf Wiedensohlen geändert, mit der Rückgabe an Frankreich 1919 auf Widensohlen und 1999 schließlich auf Widensolen.
Am Anfang des 20. Jahrhunderts siedelte sich Kleinindustrie am Ort an. Im Juni 1940 wurde die Bevölkerung nach dem deutschen Angriff auf Frankreich nach Puymiclan im Département Lot-et-Garonne evakuiert und kehrte drei Monate später nach der deutschen Besetzung Frankreichs ins nun durch Deutschland annektierte Elsass zurück. In der Nacht zum 31. Januar 1945 wurde Widensolen dann durch amerikanische Truppen von der Nazi-Herrschaft befreit.

## Wappen
1978 wurde das heutige Gemeindewappen verliehen.

## Bevölkerungsentwicklung
| Jahr      | 1962 | 1968 | 1975 | 1982 | 1990 | 1999 | 2007 | 2014 |
| --------- | ---- | ---- | ---- | ---- | ---- | ---- | ---- | ---- |
| Einwohner | 420  | 431  | 506  | 624  | 825  | 1051 | 1238 | 1197 |

## Sehenswürdigkeiten
- Pfarrkirche Saint-Nicolas, im Jahre 1866 an der Stelle des Vorgängerbaus errichtet

|  |  |